# Carola Cohn
Carola Cohn, coneguda com a Ola Cohn (Bendigo, Victoria, 25 d'abril de 1892 - Phillip Island, Victoria, 23 de desembre de 1964) va ser un artista i escriptora australiana, especialment coneguda pel seu treball en escultura d'estil modernista i per la seva famosa obra L'arbre de les fades als jardins de Fitzroy, a Melbourne.

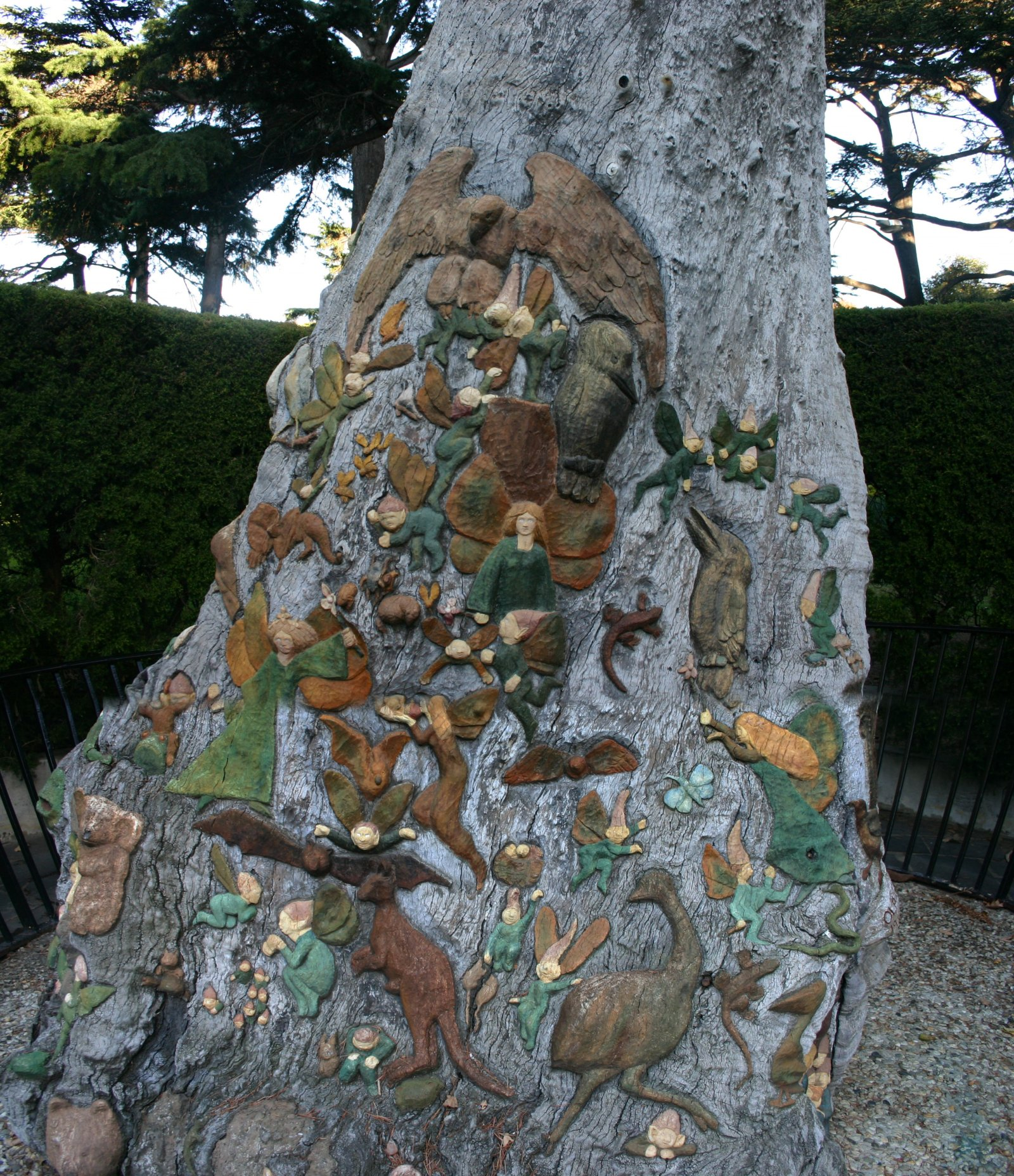
L'arbre de les fades als jardins Fitzroy, Melbourne

## Biografia i trajectòria
Estudià a l'escola al Girton College de Bendigo i després va aprendre dibuix i escultura a la Bendigo School of Mines. Va continuar els seus estudis a Melbourne en el Swinburne Technical College i després al Royal College of Art de Londres. En tornar a Melbourne el 1930, va establir un estudi a Grosvenor Chambers (9 Collins Street, Melbourne) (posteriorment ocupat per Georges i Mirka Mora), i després es va traslladar a Gipps Street, East Melbourne.
Fou presidenta de la Societat Melbourne de Dones Pintores i Escultores entre els anys 1948 i 1964. També ha estat membre fundadora de la Australian Sculptors Society, i membre activa de la Societat d'Artistes de Victoria, la Societat Victoriana d'Escultors i Melbourne Contemporary Artistes. A través de la seva pertinença a societats d'artistes i escultors, Ola Cohn va impartir conferències i demostracions per fer més accessible l'escultura al gran públic. La instrucció privada en escultura va ser realitzada des del seu estudi a l'est de Melbourne, que es va convertir en un important centre d'artistes. Durant la Segona Guerra Mundial es va dedicar a instruir amb lliçons d'escultura recreativa als soldats.
Ola va viatjar per Europa i Islàndia durant els anys 1949 i 1951. El 1952 va guanyar el premi Crouch a Ballarat pel seu tallat en fusta, "Abraham". Aquesta va ser la primera vegada que es va concedir aquest premi a una escultura.
L'1 de gener de 1965, poc després de la seva mort, Cohn va ser nomenada membre de L'Excel·lentíssim Orde de l'Imperi Britànic pel seu treball al servei de l'art, especialment l'escultura. La seva casa d'estudi a Gipps St, East Melbourne va ser llegada al Consell d'Educació d'Adults (des que va passar a denominar-se Centre d'Educació d'Adults) i ara es coneix com el Centre Memorial Ola Cohn.
El 2002, el Centre d'Educació d'Adults va considerar vendre l'estudi d'Ola per recaptar fons per a nous edificis. Una campanya pública aleshores va motivar al govern estatal de Victoria a intercedir i finançar la restauració del Centre Memorial Ola Cohn. El seu estudi a Gipps Street encara està sota el control de la CAE i està catalogat com a patrimoni.

## Obres
Els treballs de Cohn en bronze, pedra i fusta es troben en moltes galeries estatals i regionals. Entre els més importants es troben:
- L'arbre de les fades, als jardins Fitzroy, Melbourne, que va esculpir entre 1931 i 1934 i va donar als fills de Melbourne i
- l'estàtua del jardí commemoratiu de dones pioneres a Adelaida, Austràlia meridional, tallada en pedra calcària entre els anys 1940-1941.

El treball de l'arbre de les fades també va inspirar el seu escrit i publicació de The Fairies'Tree (1932), More about the Fairies' Tree (1933) i Castles in the Air (1936). El seu llibre Mostly Cats va ser publicat el 1964. El 2014 es va publicar la seva autobiografia: A Way with the Fairies: The Lost Story of Sculptor Ola Cohn.